# ムココトニ
ムココトニ（Mkokotoni）はタンザニアのウングジャ島にある町（漁村）である。ザンジバル北部州の州都である。

## 地理

ムココトニ（Mkokotoni）はウングジャ島の北部にある

## 経済
主要な産業は漁業である。